# Zero Skateboards
Zero Skateboards werd in 1996 opgericht door Jamie Thomas. Het begon als een kledingbedrijf. Het evolueerde in een goedlopend skateboardbedrijf toen oprichter Jamie Thomas zijn oude sponsor Toy Machine verliet en Zero's eerste professionele skateboarder werd.
Thomas startte in oktober 2003 een nieuw bedrijf: Mystery Skateboards, samen met Adrian Lopez, Ryan Smith en Lindsey Robertson, die toen meteen 
professional werden. Daarvoor skateboardden ze als amateur voor Zero. 
De decks (houten planken van het skateboard) van Zero worden gemaakt in Tijuana, Mexico. Het bedrijf dat dit doet is ook eigendom van Jamie Thomas. Zero Skateboards maakt deel uit van de Black Box Distribution, samen met Fallen Footwear en Mystery Skateboards, ook onder leiding van deze zakenman.
Zero heeft in 2004 en 2005 de titel King of the Road gekregen met een soort spel dat werd gehouden door Thrasher Magazine. Zero-skateboarder Chris Cole heeft ook in 2005 de titel Skateboarder of the Year weten te behalen.

## Video's
Zero heeft vier video's gemaakt:
- 1997: Thrill Of It All
- 1999: Misled Youth
- 2002: Dying to Live
- 2005: New Blood

New Blood is ook genomineerd voor de beste video in de 8th Annual Transworld Skateboaring Awards.

## Team

### Professioneel
- Garrett Hill
- Jon Allie
- John Rattray
- James Brockman
- Chris Cole
- Jamie Thomas
- Ben Gilley
- Elissa Steamer
- Tommy Sandoval
- Keegan Sauder
- Sheldon Meshelinski
- Tony Cervantes

### Amateur
- Erik Feldi
- Greg Lovaglio
- Christopher Franck
- Andre Jevnik
- Stephen St. Denis
- Robert Ulshafer
- Jon Russo
- Chris Hernandez